# Evropská služba pro vnější činnost
Evropská služba pro vnější činnost (ESVČ) je autonomní organizace Evropské unie sloužící jako její diplomatický sbor na supranacionální úrovni. ESVČ vznikla na základě Lisabonské smlouvy a mezi její úkoly patří reprezentovat zájmy Unie jako celku a podporovat instituce a funkcionáře EU, především pak Vysokého představitele pro zahraniční věci a bezpečnostní politiku, ve výkonu jejich funkcí a implementaci Společné bezpečnostní a zahraniční politiky.

## Vznik a vývoj ESVČ

### Stav před ESVČ
Zahraniční vztahy Evropských společenství, potažmo Evropské unie, byly po většinu jejich existence, tedy po celé více než půlstoletí před vznikem ESVČ zajišťovány převážně skrze Komisi, nebo delegace Evropské unie. Tento přístup se zaměřoval na rozvoj ekonomické zahraniční kooperace a nikdy si nedělal ambice na to stát se plnohodnotným diplomatickým sborem.  Zahraničněpolitické působení Komise se opíralo  o činnost generálních ředitelství (Directorates General, DG), především pak DG RELEX (obzvláště pak 1993 vytvořené RELEX/K), DG DEV, DG Trade a DG ENLARG, ve spolupráci s organizacemi ECHO a EuropAid. Tento systém fungování však neumožňoval ES/EU prezentovat jednotný názor, efektivně reagovat na náhlý vývoj, ba ani poskytnout jednu kontaktní osobu pro potřeby mezinárodních styků. S postupným rozšiřováním komplexity problematiky, úzce související i s rozšiřováním Společenství jako takového, se rozvinula potřeba harmonizace zahraniční politiky.

### Vznik ESVČ
Koncept budoucí EVSČ se objevil již počátkem devadesátých let na Konventu o budoucnosti Evropy a v souvislosti s přijetím Maastrichtské smlouvy. Po neúspěšném prvním pokusu spojit post Vysokého představitele pro zahraniční politiku s pozicí místopředsedy Komise ve smlouvě o ústavě pro Evropu, byla tato funkce, společně s ESVČ, přijata a ukotvena v článku 27 Lisabonské smlouvy: „Při výkonu své funkce se vysoký představitel opírá o Evropskou službu pro vnější činnost. Tato služba působí ve spolupráci s diplomatickými službami členských států a skládá se z úředníků příslušných oddělení generálního sekretariátu Rady a Komise, jakož i z vyslaného personálu vnitrostátních diplomatických služeb. Organizaci a fungování Evropské služby pro vnější činnost stanoví rozhodnutí Rady. Rada rozhoduje na návrh vysokého představitele po konzultaci s Evropským parlamentem a po obdržení souhlasu Komise."

### Vyjednávání o formě a kontrole
Vzhledem k tomu, že v Lisabonské smlouvě není ESVČ nikterak podrobně vymezena, a protože tato nová organizace měla potenciál změnit rozložení moci mezi institucemi EU, okamžitě se rozproudila vyjednávání o konkrétní formě, struktuře a zařazení této nové organizace. Oficiální vyjednávání začala 4. října 2009, nicméně neformální příprava a předběžné dohody probíhaly již předtím. Všechny hlavní instituce zapojující se do vyjednávání o podobě ESVČ sledovaly své zájmy : Komise se snažila udržet si stávající kontrolu nad zahraniční politikou a vystupováním Unie skrze generální ředitelství, hlavní cíle Parlamentu bylo přiřadit administrativně Službu pod Komisi, aby takto mohl využít svých pravomocí spolurozhodování a dohledu, nebo alternativně získat skrze ESVČ vliv v otázkách společné bezpečnostní a zahraniční politiky. Současně také docházelo k vyjádřením ze strany existujících skupin – DG Trade, například, deklarovalo svůj záměr zůstat oddělené od vznikající ESVČ.
Po ratifikaci Lisabonské smlouvy se lady Ashtonová ujala své nové pozice vysoké představitelky a zapojila se do probíhajících vyjednávání. Kvůli nedůvěře v existující instituce vytvořila vlastní třináctičlenný tým, který měl jednání usměrňovat, avšak vyjednávání záhy zamrzla a nedošlo k zásadnějším posunům až do února roku 2010 a slib vysoké představitelky o větším zapojení Parlamentu do tvorby nové Služby zůstal nevyplněn.

### Ustavení ESVČ
Evropská služba pro vnější činnost dostala konkrétní podobu na základě Rozhodnutí Rady z 26. července 2010. Vzniklá organizace sui generis, autonomní „hybrid“ na pomezí diplomatického sboru a instituce EU deklaruje svůj účel jako „podporu vysoké představitelky ve vytváření zahraniční a bezpečnostní politiky“ a zefektivnění vnějšího vystupování EU skrze sloučení fragmentovaných institucí. Jistá omezení však stále platí: ESVČ nesmí především zasahovat do obvyklých činností Komise nebo sekretariátu Rady, Evropský Parlament si vydobyl závazek být, především v bezpečnostních a strategicky důležitých otázkách, konzultován  a získal pravomoc dohledu nad rozpočtem a obsazováním vyšších postů v ESVČ. Mezi další definované úkoly ESVČ patří i podpora ostatních institucí EU v oblasti mezinárodních vztahů.

### Vývoj
V rámci naplnění Rozhodnutí Rady pohltila nově vzniklá Služba záhy DG RELEX a DEV, jejichž zaměstnanci vytvořili jádro ESVČ. Zaměstnanci bývalých generálních ředitelství pak byli doplněni diplomaty zapůjčenými sbory jednotlivých členských států na omezenou dobu.
Budování a rozvoj ESVČ v letech po jejím prvotním ustanovení zahrnoval přesnější vymezení Lisabonskou smlouvou vágně určených povinností ke kterému došlo Barrosovou komisí a nastartování procesu integrace a konsolidace fragmentovaných organizací zabývajících se různými aspekty mezinárodního styku, kde ESVČ dosahuje úspěchů.
V zájmu usnadnění komunikace s dalšími institucemi EU vznikl odbor pro komunikaci s Parlamentem a členskými státy a neshody s Komisí jsou průběžně řešeny tvorbou „Vademek o pracovních vztazích“.
Dále došlo k vytvoření postu výkonného ředitele, který má na starosti krizové centrum ESVČ a k integraci diplomatických misí, což, v souladu s principem hospodárného a úsporného jednání přineslo úspory skrze racionalizaci.

### Přijetí a reflexe
Přestože je ESVČ relativně mladou organizací, která se potýká s nedostatkem diplomaticky zkušeného personálu, a přestože stále existují obavy a nejistoty – kupříkladu obavy členských států o zastoupení jejich zájmů v rámci ESVČ, neb Rozhodnutí Rady přikazuje zaměstnancům ESVČ „jednat výhradně v zájmu Unie“, nebo obavy o  “rozrůstání pravomocí” (competence creep), ESVČ od počátku prohlašuje, že nemá zájem nahradit diplomacie jednotlivých členských států. Celkově je aktivita ESVČ vnímána jako pozitivní přínos: během jejího relativně krátkého působení umožnila těsnější kooperaci a koordinaci mezi jednotlivým organizacemi a misemi a zajistila širší celosvětovou reprezentaci EU a napomáhá i fungování ostatních institucí Unie.

#### 2013 review
Již v ustavujícím rozhodnutí byla uvedena povinnost vydat reflexi působení a operací ESVČ nejpozději do půlky roku 2013.
Klíčovými body tohoto hodnotícího dokumentu jsou návrhy na zefektivnění vnitřního fungování ESVČ skrze snížení počtu vedoucích pracovníků a sloučení dvou z vyšších pozic a plné začlenění zvláštních zástupců EU do struktur ESVČ. Ze střednědobých cílů pak mj. navrhuje vytvoření hustší sítě zástupců Unie, lepší vymezení pravomocí a odpovědností mezi zahraničněpolitickými institucemi Unie a v neposlední řadě navrhuje posílit finanční zdroje a kapacitu Služby.
Zpráva byla některými vnímána jako technokratická a nicneříkající, jinými jako snaha lady Ashtonové vybudovat si odkaz. Simon Duke, britský profesor zaměřující se na problematiku ESVČ, dále varuje před potenciálně velkými implikacemi a fundamentálními změnami skrytými za nenápadnými a technokratickými výroky a doporučuje ESVČ zaměřit se na snadno dosažitelné cíle, které pomohou překlenout úvodní nejistoty a posílí morálku uvnitř organizace stejně jako důvěru v ní zvnějšku.

#### Zvláštní zpráva Evropského účetního dvora 2014
V roce 2014 zveřejnil evropský účetní dvůr svůj audit a zhodnocení vzniku ESVČ, ve kterém primárně kritizuje uspěchaný a ad hoc řešený vznik a uspořádání, stejně jako absenci komplexních strategií a nedostatečnou integraci zvláštních zástupců EU. Kvitována je naopak zlepšující se komunikace s členskými státy a Komisí. Doporučení pro ESVČ jsou především v oblasti vyjasnění cílů, vytvoření komplexního strategického rámce a zlepšení procesu najímání nových zaměstnanců.

## Organizace
V čele Evropské služby pro vnější činnost stojí Vysoký představitel Unie pro zahraniční věci a bezpečnostní politiku. Na většinu práce však dohlíží generální tajemník. Bylo zřízeno šest hlavních výkonných ředitelů, kteří dohromady svým polem působnosti pokrývají téměř celý svět. Byl zde zřízen úřad pro výkonného ředitele Afriky; obou Amerik; Asie a Pacifiku; Evropy a centrální Asie; Blízkého východu a severní Afriky; lidská práva, multilaterální a globální problémy. Jsou zde však i mnohem specifičtější záležitosti, jako je například boj proti terorismu či informační technologie.
Zaměstnanci ESVČ jsou vybíráni z úředníků příslušných oddělení generálního sekretariátu Rady a Komise a také z osob působících v diplomatických službách jednotlivých členských zemí. Přijetí nových pracovníků probíhá jednak na základě kvalit a schopností jednotlivých uchazečů, ale zároveň s důrazem na geografickou a genderovou vyváženost a s důrazem na nutnost reprezentace všech členských států.

### Vysoký představitel Unie pro zahraniční věci a bezpečnostní politiku

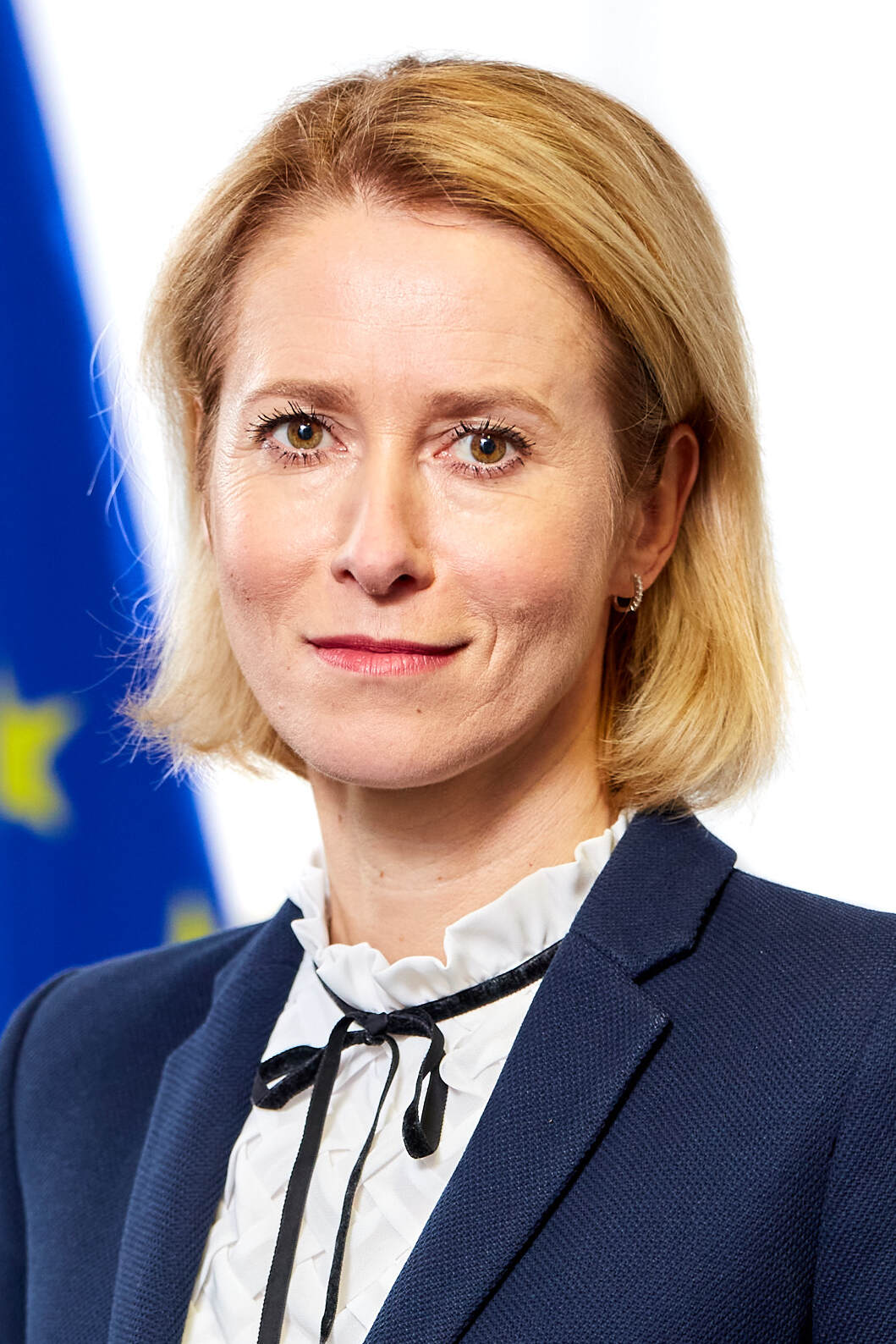
Kaja Kallasová – vysoká představitelka Unie pro zahraniční věci a bezpečnostní politiku

Na základě Lisabonské smlouvy v čele Evropské služby pro vnější činnost stojí Vysoký představitel Unie pro zahraniční věci a bezpečnostní politiku, který je zároveň místopředsedou Evropské komise a předsedá Radě pro zahraniční věci. Vysoký představitel vede společnou zahraniční a bezpečnostní politiku Unie a zajišťuje její soudržnost vnější činnosti. Jménem Unie vede politický dialog se třetími stranami a vyjadřuje postoj Unie v mezinárodních organizacích a na mezinárodních konferencích.
Aby se přihlíželo k názoru Evropského parlamentu, vysoký představitel pravidelně konzultuje hlavní hlediska a základní volby společné zahraniční a bezpečnostní politiky a společné bezpečnostní a obranné politiky a informuje jej o vývoji těchto politik.
Vysoký představitel pro zahraniční věci a bezpečnostní politiku je jmenován Evropskou radou se souhlasem předsedy Komise kvalifikovanou většinou. Evropská rada má právo jej stejným způsobem odvolat z funkce. Prvním vysokým představitelem pro zahraniční věci a bezpečnostní politiku byla v listopadu 2009 zvolena britská politička Catherine Ashton. Tato funkce byla od 1. listopadu 2014 do prosince 2019 vykonávána bývalou ministryní zahraničí Itálie Federicou Mogherini. V současnosti tuto pozici zastává bývalý španělský ministr zahraničí Josep Borrell.

### Delegace
Zastoupení Unie ve třetích zemích a při mezinárodních organizacích zajišťují delegace Unie, které mají podobnou funkci jako velvyslanectví. Delegace Unie jsou pod vedením vysokého představitele Unie pro zahraniční věci a bezpečnostní politiku. Jednají v úzké spolupráci s diplomatickými a konzulárními zastoupeními členských států.
Mezi stěžejní úkoly delegací patří prezentace, objasňování a realizování politiky EU v třetích zemích; analyzování a podávání zpráv Evropské unii o vývoji politiky daného státu; vedení jednání v souladu s daným mandátem.

## Funkce ESVČ
Evropská služba pro vnější činnost je především diplomatická služba, která spadá pod Evropskou unii. Je to podpůrný orgán, který nedisponuje rozhodovací pravomocí a aktivity ESVČ nesmí zasahovat do kompetencí Evropské komise. Vykonává funkce, které byly dříve v kompetenci jiných institucí Evropské unie zabývající se řízením vnějších vztahů EU. Jejím hlavním úkolem je tedy výpomoc a podpora Evropské komise, respektive Vysoké představitelce Unie pro zahraniční věci a bezpečnostní politiku v jejích kompetencích a povinnostech. Napomáhá jí v oblasti společné zahraniční a bezpečnostní politiky (SBOP), budování míru pomocí hospodářské či politické podpory nebo při řešení diplomatických a mírových misí po celém světě. Služba je také zodpovědná za strategické programy a partnerství v zemích mimo Evropskou unii. Důležitou funkcí je také úzká spolupráce se všemi 28 ministerstvy zahraničí a obrany členských zemí Evropské unie a nadnárodními organizacemi jako OSN nebo NATO. ESVČ také kooperuje s Vojenským štábem Evropské unie.
Velmi důležitou součástí Evropská služby pro vnější činnost jsou její oddělení rozmístěné po různých částech světa. V současnosti jich ESVČ má 6 a každé oddělení pokrývá určitou část světa. Tato oddělení slouží především pro lepší kooperaci s místními úřady a řeší problémy, jako je migrace, finanční krize, bezpečnost, klimatické změny, regionální rozvoj, humanitární pomoc nebo lidská práva.

## Pole působnosti
Evropská služba pro vnější činnost se zabývá řešením vojenských nebo humanitárních misí Evropské unie, které koordinuje s Evropskou komisí, delegacemi Evropské unie a s úřadem regionální politiky EU nebo nadnárodními organizacemi, převážně s OSN a NATO. Do roku 2016 Unie spustila 34 misí, z nichž je již jen 16 v roce 2016 stále aktivních. V stále probíhajících misích převažují mise humanitární, kterých probíhá 10, vojenských 6. Více než 50% operací probíhá či probíhalo na území Afriky, konkrétně v oblastech Sahelu nebo střední Afriky, tzn. ve státech, které kvůli častým konfliktům, politickým změnám či teroristickým útokům žádají nebo potřebují pomoc. Mezi nejstarší mise Evropské unie se řadí vojenská operace Artemis, která probíhala v roce 2003 na území Demokratické republiky Kongo nebo humanitární mise Concordia v Makedonii, která probíhala za účelem zlepšení životního prostředí. Nejnověji spuštěná mise je vojenská mise EUMAM RCA (Military advisory mission in the Central African Republic) z dubna 2016.